# Сергій Чиграков
Сергій Миколайович Чиграков (більш відомий як «Чиж» ; нар. 6 лютого 1961 , Дзержинськ (Горківська область, СРСР) — радянський і російський музикант, автор пісень, поет, співак та гітарист. Засновник та лідер рок-групи "Чиж & Co". Брав участь також у групах «Різні люди», " Полковник та однополчани ", «Шива».

## Молодість
Народився у робітничій сім'ї. До 28 років жив у Дзержинську Горьківської області — одному з центрів хімічної промисловості. Там же нетривалий період часу працював у школі № 33 учителем співу.
Коли Сергій навчався у шостому класі, його брат Володимир (старше на 9 років) почав навчати майбутнього музиканта грі на гітарі. З 14 років Сергій виступає спільно з братом у місцевих ансамблях, замінює відсутніх музикантів. Перша виконана пісня — «Синій Ліс» Олександра Градського. У той же час отримує прізвисько Чиж, у спадок від брата.
У Дзержинську закінчує музичну школу ім. Скрябіна за класом акордеона. Після — музичне училище, з якого спочатку виключено за прогули, але потім відновлено, після закінчення (з хорошими оцінками) отримує направлення на подальше вступ до вузу.
У 1982 році вперше приїжджає до Ленінграда і вступає до ЛДІКу (Ленінградський державний інститут культури) імені Крупської на кафедру оркестрового диригування та народних інструментів за класом «акордеон та оркестрове диригування». По закінченні йде працювати за фахом у культпросвіт на відділення народних інструментів.
З 1983 по 1985 рік служить в армії у місті Вентспілсі (портове місто в Латвії) у танкових військах (військова частина № 01351), грає на гітарі та пише пісні.

## Музична кар'єра

### «ГПД»
Після армії переходить на заочне відділення ЛДІКу і навчається в джазовій студії Ленінградської консерваторії як барабанщик.
Повертається до рідного Дзержинська, де працює в школі № 33 міста Дзержинська вчителем музики та співу, а також грає з циганським ансамблем на весіллях.
На початку 1986 року, після півроку роботи в школі, вже досить популярним серед місцевих музикантів, отримує запрошення приєднатися до дзержинської групи «ГПД» («Група подовженого дня»). Стиль музики — хард-рок.
У листопаді 1986 року на 1-му Горьківському рок-фестивалі несподівано познайомився з однойменною групою з Харкова, яку заочно описали як «панків».
1989 року закінчує ЛДІК і того ж літа переїжджає з Дзержинська до Харкова, де приєднується до харківської «ГПД».

### «Різні люди»
Після приїзду до Харкова Чиграков приєднується до Олександра Чернецького, Павла Михайленка, Олега Клименка та Олексія Сєчкіна, і гурт змінює назву на «Різні люди». Репертуар гурту складається здебільшого з пісень Олександра Чернецького та Павла Михайленка.
Через деякий час, через погіршення здоров'я Олександра Чернецького, гурт починає виконувати пісні Чигракова, після повернення Олександра Чернецького репертуар ділиться порівну.
У 1991 році записується альбом " Буги-Харків ", що вперше складається повністю з пісень Чижа. Також гурт виступає з постійними концертами.

### «Чиж & Co»
Через кілька років Чиж йде з групи «Різні люди». Окрім розбіжностей у групі, причиною відходу була пропозиція від Ігоря Березовця та Андрія Бурлаки на запис власної платівки. І в 1993 році, вже в Петербурзі, Чиж, за підтримки Бориса Гребенщикова, записує перший сольний альбом, названий просто «Чиж», що вийшов на вінілі під лейблом «ОсоАвіАхім». Водночас виступає у Москві, бере участь у живому ефірі на радіо «Ракурс». Так як у той час Чиж не мав гурту, у записі йому допомагали відомі петербурзькі музиканти: БГ, Микола Корзинін (Санкт-Петербург), Олександр Бровко (ДДТ), Михайло Чернов (ДДТ) та інші. Звукорежисером цього запису був легендарний петербурзький музикант та звукорежисер Юрій Морозов.
Наприкінці 1993 — на початку 1994 року Чиж дав кілька концертів у петербурзьких клубах із групою музикантів, до якої входять Олексій Романюк та Олександр Кондрашкін, які згодом стали членами Чиж &amp; Co.
Натхнений реакцією петербурзької публіки, Чиж остаточно зважився на переїзд, і 1 травня 1994 переселився в Петербург. Через місяць він вже зібрав постійну групу Чиж &amp; Co. Для журналістів було придумано таку версію. Набір у групу Чиж &amp; Co проходив нестандартним способом: Сергій Чиграков розіслав купу оголошень по всіх місцях, де їх брали, включаючи журнали «Юний натураліст» та «Техніка — молоді». Оголошення було такого змісту: «Я молодий, красивий, вмію грати на гітарі. Якщо ти також молодий, гарний і вмієш грати на гітарі, пиши». І адресу. Як не дивно, знайшлися люди, які на цей текст відгукнулися, частина з них ви можете бачити на сцені з Чижом. Звичайно, насправді набір складу був результатом численних прослуховувань та міні-сейшенів.
У 1996 році для запису кліпу на пісню «Полонез» Чиграков разом із гуртом їдуть до Америки. Крім того, цей рік був відзначений різними сольними проектами учасників гурту. Чиж взяв участь у записі двох альбомів «Митьківські пісні», поряд з такими відомими виконавцями, як БГ, Юрій Шевчук, В'ячеслав Бутусов, Олександр Ф. Скляр та інші, що заспівали по-новому старі добрі пісні часів війни та радянського мирного часу.
В 1998 Чиж відвідує Ізраїль і записує з групою концертний альбом «Новий Єрусалим». Також була поїздка до Лондона з концертом у клубі «Асторія».
У 1995—2001 роках Сергій Чиграков бере участь у записі трьох альбомів духовних пісень священика Олега Скоблі — «Хрест кований», «Хресна хода» та «Янгол молитви».
Після трирічного мовчання, в 2001 році, виходить сольна платівка Чижа «Гайдном буду», де він заспівав і зіграв на всіх інструментах, не залучаючи продюсерів та інших музикантів. Звукооператором за традицією виступив Юрій Морозов. Того ж року Чижу виповнилося 40 років.
У червні 2004 року Сергій Чиграков в черговий раз перетнув Атлантику для того, щоб втілити в життя свою давню мрію — зіграти з чорношкірими блюзовими музикантами. Спільний проект Чижа та Herbert Maitlandt Band носив назву Chizh & Blues company. Репертуар складався із чижівських блюзів. Результатом спільного музикування стали концерти в Бостоні та легендарному «China Club» у Нью-Йорку.
Після повернення із закордонних гастролей Сергій Чиграков за допомогою Олексія Романюка та Ігоря Федорова закінчив роботу над записом саундтреку до серіалу з робочою назвою «Перший шлях». Продовживши співпрацю з «Різними людьми», випустив альбом «Акустика».
15 листопада 2014 року виступив у Москві в Крокус Сіті Холлі з ювілейним концертом до 20-річчя гурту.
23 жовтня 2015 року було представлено нову роботу старих друзів «Літай, моє похмілля». Чиграков написав у співавторстві з «Ромаріо» та Євгеном Маргулісом. Останній якраз і виконав більшу частину вокальних партій. Подання відбулося у програмі " Чартова дюжина ".
У 2017 році взяв участь у записі концертного альбому Федора Чистякова «Рок, блюз та драйв», виконавши із Федором пісню Майка Науменка «Я забуваю».
У лютому 2018 року разом із Дмитром Дворецьким написав музику до пісні «Любов втомлено за секретом» на вірші Михайла Гуцерієва, виконаної Сергієм Любавіним та Настею Ніколь.
У грудні 2020 року стало відомо, що Сергій Чиграков поступився X5 Retail Group правом на використання товарного знака «Чижик».
6 лютого 2021 року Сергію Чигракову виповнилося 60 років. На честь цієї події вийшов триб'ют-альбом на пісні Чижа, в записі якого взяли участь Євген Маргуліс, Муракамі, Павло Фахртдінов, Сергій Нікітін, а також менш відомі виконавці. Також до ювілею музиканта був приурочений вихід його спільного з Павлом Піковським альбому «Передай іншому», однойменна пісня з якого досягла першого місця в " Чартовій дюжині " — хіт-параді " Нашого радіо ".

## Сім'я
- Батько — Микола Чиграков
- Мати — Антоніна Василівна Чигракова
- Перша дружина Марина (вчителька російської мови та літератури у МБОУ ЗОШ № 2 міста Дзержинська), син Михайло (13.03.1986).
- Друга дружина Ольга, дочка Дар'я (30.07.1992).
- Третя дружина Валентина, сини Микола та Данило.
- Брат Володимир (15.09.1952 — 04.12.2018) проживав у Дзержинську.

## Дискографія

### Альбоми
- 1993 — Чиж
- 1994 — Перехрестя
- 1995 — . . . Про кохання
- 1996 — Ерогенна зона
- 1996 — Полонез
- 1997 — Бомбардувальники
- 1998 — Новий Єрусалим
- 1999 — Нічого втрачати
- 1999 — О 20.00 за Гринвічем
- 2001 — Гайдном буду!

### Спільні альбоми
| № | Назва             | Учасники                                       | Рік випуску | Коментар |
| - | ----------------- | ---------------------------------------------- | ----------- | -------- |
| 1 | Буги-Харьков      | Сергей Чиграков / «Разные люди»                | 1997        |          |
| 2 | Comeback          | Сергей Чиграков / Александр Чернецкий          | 2000        |          |
| 3 | Капель            | Сергей Чиграков / «Avenue»                     | 2004        |          |
| 4 | Про слонов        | Сергей Чиграков / Павел Михайленко             | 2005        |          |
| 5 | Имена             | «Ромарио» / Сергей Чиграков / Евгений Маргулис | 2010        |          |
| 6 | Волопас           | Сергей Чиграков / Свободный полёт              | 2016        |          |
| 7 | Рок, блюз и драйв | Сергей Чиграков / Федор Чистяков               | 2017        |          |
| 8 | Передай другому   | Павел Пиковский / Сергей Чиграков              | 2021        |          |